# 茂港区
茂港区（もこうく）は中華人民共和国広東省茂名市に位置する市轄区。

## 行政区画
下部に2街道、5鎮を管轄する
- 街道
  - 南海街道、高地街道
- 鎮
  - 羊角鎮、坡心鎮、七逕鎮、小良鎮、沙院鎮

南海街道及び高地街道は茂名茂港経済開発区が管理する。